# Sotolongo
Sotolongo (llamada oficialmente Santa María de Soutolongo) es una parroquia del municipio de Lalín, en la provincia de Pontevedra, Galicia, España.

## Datos básicos
Con 347 habitantes y una extensión de 7 kilómetros cuadrados, tiene una altitud máxima de 512 metros sobre el nivel del mar.

## Lugares
- A Igrexa (Eirexe)[2]
- Carracedo
- Des
- Ludeiro
- O Monte[1]
- O Tarreo[2]
- Pazo (O Pazo)[2]
- Soutolongo de Abaixo[2]
- Vilar
- Viñoa
- Vistalegre (Vista Alegre)[2]